# My Horologii
My Horologii (μ Horologii, förkortat My Hor, μ Hor) som är stjärnans Bayerbeteckning, är en ensam stjärna belägen i den östra delen av stjärnbilden Pendeluret. Den har en skenbar magnitud på 5,11 och är synlig för blotta ögat där ljusföroreningar ej förekommer. Baserat på parallaxmätning inom Hipparcosuppdraget på ca 23,0 mas, beräknas den befinna sig på ett avstånd på ca 142 ljusår (ca 43 parsek) från solen. 

## Egenskaper
My Horologii är en vit till gul jättestjärna av spektralklass F0 III/IV och visar blandade drag av en underjätte och en jättestjärna. Den har en massa som är drygt 50 procent större än solens massa, en radie som är ca 2,6 gånger större än solens och utsänder från dess fotosfär ca 13 gånger mera energi än solen vid en effektiv temperatur på ca 6 900 K.